# دان ماكميلان
دان ماكميلان (بالإنجليزية: Dan McMillan)‏ هو لاعب كرة قدم أمريكية أمريكي، ولد في 19 يونيو 1898، وتوفي في 22 أكتوبر 1975.